# Obelisk van Mussolini

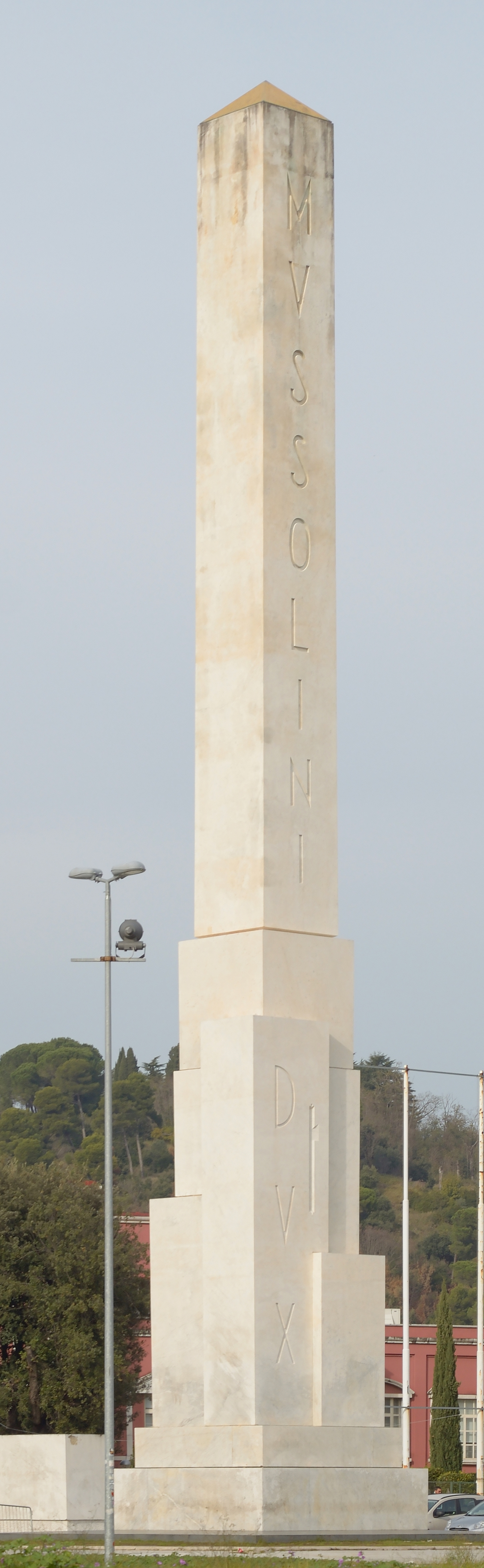
Obelisk van Mussolini

De Obelisk van Mussolini (Italiaans: Obelisco di Mussolini), ook Mussolini-monoliet genoemd is een obelisk van carraramarmer in de stad Rome. 
Het is de grootste monoliet die in de 20e eeuw met draadzagen uit een berg werd gezaagd en verder met mensenhanden werd vervaardigd. De steen weegt circa 300 ton en heeft een lengte van 17,40 meter. Met het zagen werd begonnen in 1928.  Voor het transport werd een 50 ton zware houten bekisting om de steen gemaakt, die het dal werd ingerold en vervolgens met 36 span ossen naar de haven van Marina di Carrara werd getrokken. Van hieruit werd de steen verscheept naar Fiumicino en vervolgens de Tiber op. De obelisk heeft een vergulde spits. In de steen zijn van boven naar beneden de tekst MVSSOLINI DVX (Mussolini, Leider) en het symbool van het fascisme, de roedenbundel, uitgehakt.
De obelisk staat op het Piazza Lauro De Bosis langs de Tiber en markeert het centrum van het Foro Italico, het sportcomplex dat tussen 1928 en 1938 werd aangelegd onder de naam Foro Mussolini met als doel er de Olympische Zomerspelen van 1940 te houden. De obelisk is niet zomaar een monument, maar het sluitstuk van de stedenbouwkundige ideeën van Benito Mussolini. Het laat Mussolini zien als de schepper van de nieuwe staat en het tijdperk van het fascisme.
De Olympische Spelen werden in 1940 en 1944 niet gehouden en na de oorlog werd het Foro Mussolini omgedoopt tot Foro Italico. De tekst op de obelisk kon echter niet worden verwijderd. De obelisk is blijven staan wordt iedere avond door schijnwerpers verlicht.

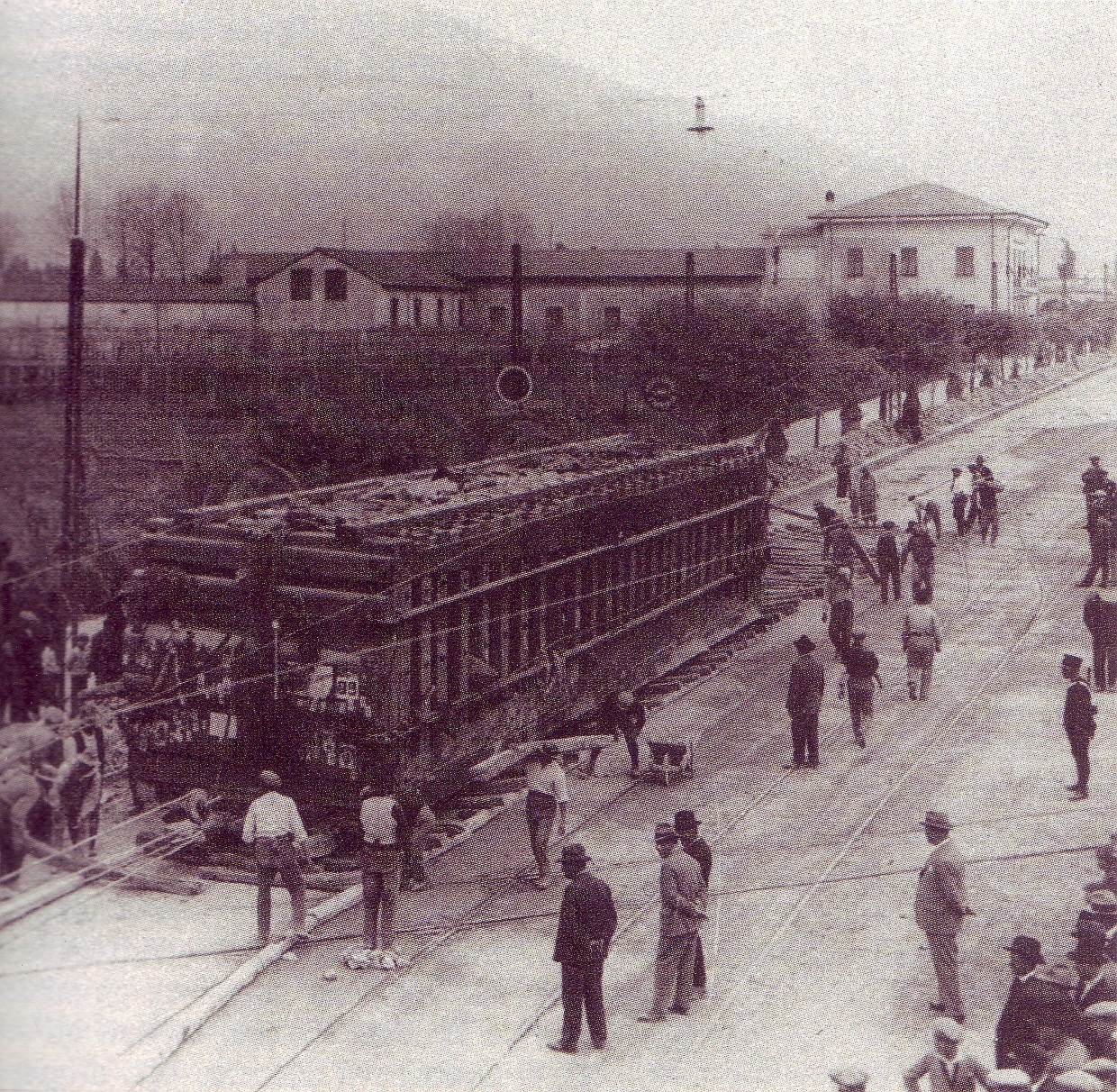
Houten bekisting
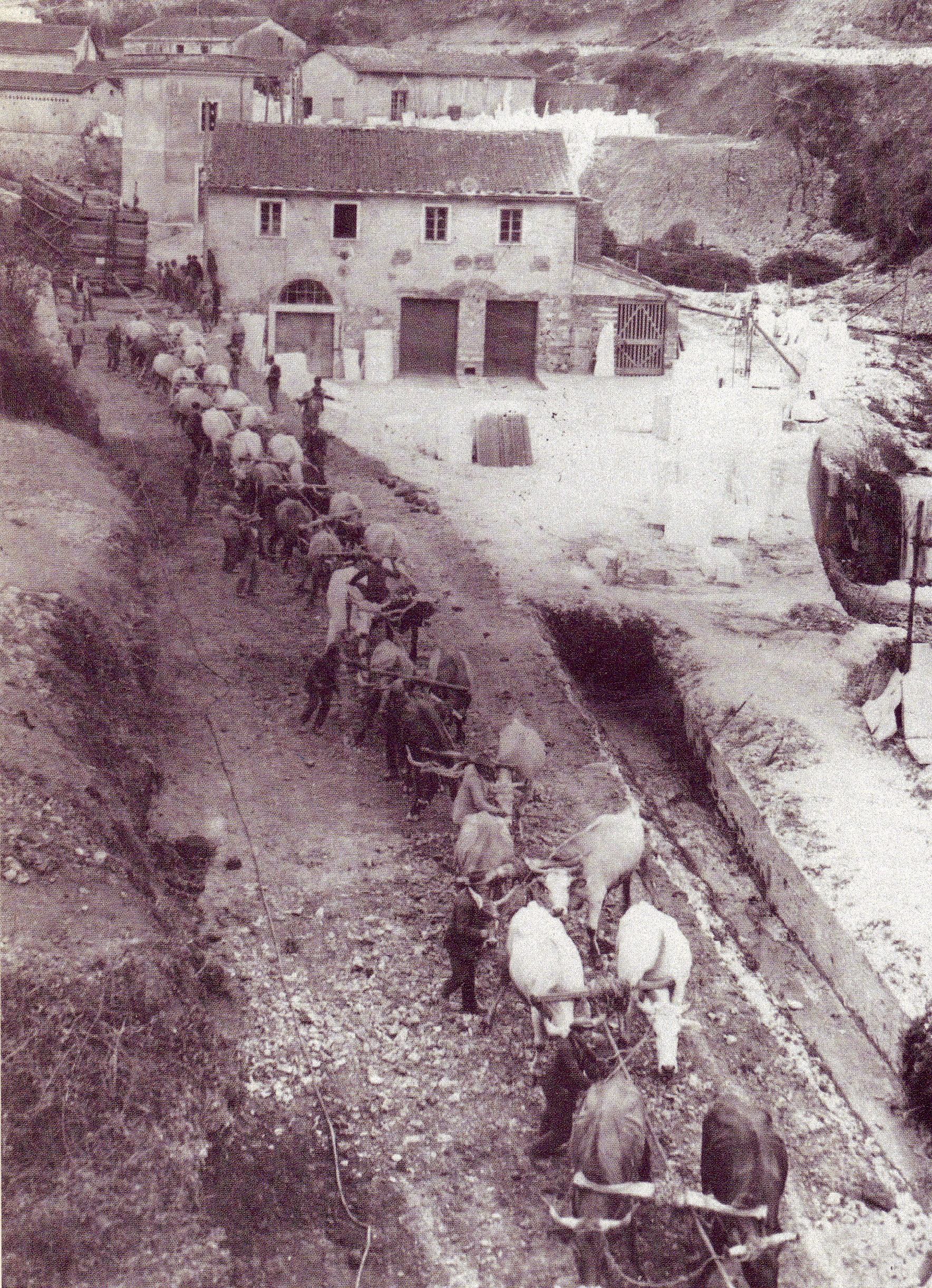
Transport van de obelisk
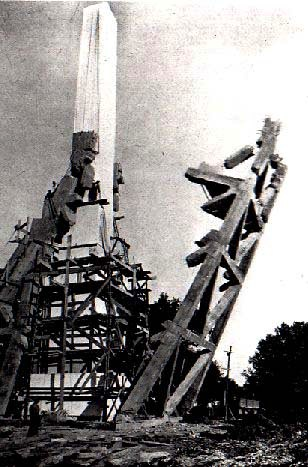
Verwijdering van de bekisting
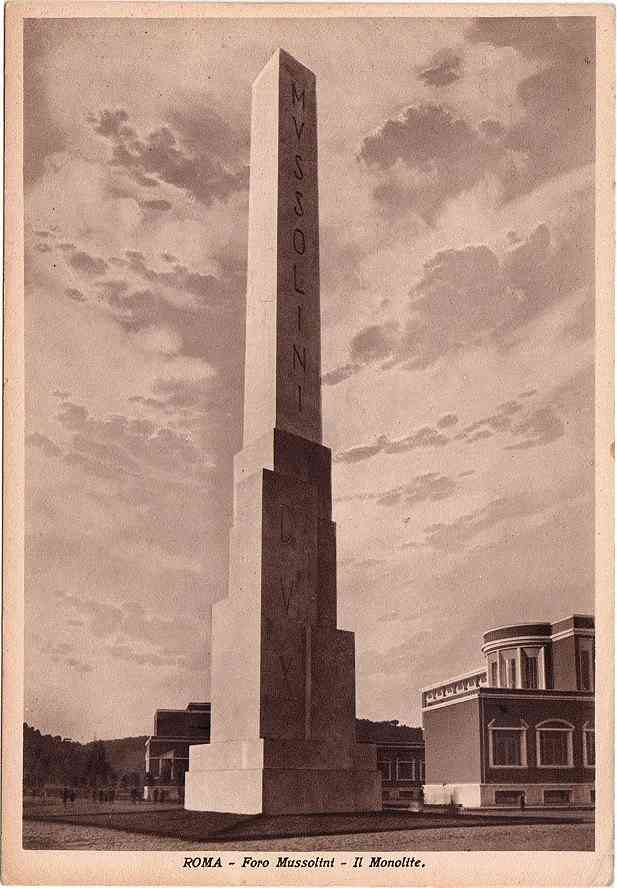
Foro-Mussolini, il monolite (1938)